# Колтаков, Виктор Митрофанович
Ви́ктор Митрофа́нович Колтако́в (р. 9 августа 1938) — липецкий краевед, автор нескольких книг по истории Липецка.
В. М. Колтаков родился 9 августа 1938 года в селе Нижнее Турово Нижнедевицкого района Воронежской области. Окончил исторический факультет Липецкого педагогического института.
В 1970—1973 годах был ответственным секретарем липецкого городского отделения Всероссийского общества охраны памятников. Затем работал директором парка имени Скороходова, Нижнего парка (1984—1987), парка имени 30-летия Победы (с 1987).
Написал несколько популярных книг по краеведению («Страницы истории», «Памятные места Липецка» и др.).
За активную просветительскую работу Колтаков награждён почётным знаком Всероссийского общества охраны памятников.